# ベルナール・ミシュラン
ベルナール・ミシュラン（Bernard Michelin, 1915年8月13日 - 2003年12月16日）は、フランスのチェロ奏者。
サン＝モール＝デ＝フォッセの生まれ。パリ音楽院でポール・バズレールにチェロ師事し、13歳でプルミエ・プリを獲得。その後も和声や作曲でもプルミエ・プリを獲った。ヨーロッパ各地の演奏旅行で名声を高め、エジプトや南米でも演奏を行った。1960年には来日も果たしている。1963年からは母校のパリ音楽院で後進の指導に当たった。
パリにて死去。